# ای‌تی-۸۰۲ ایرتراکتور
ای‌تی-۸۰۲ ایرتراکتور (به انگلیسی: Air_Tractor_AT-802) یک هواگرد از نوع سمپاش/ آتش‌نشانی هوایی ساخت شرکت Air Tractor است. هواگرد ای‌تی-۸۰۲ ایرتراکتور نخستین پروازش را در ۱۹۹۰ میلادی انجام داد.